# Rallye de Grande-Bretagne 1978
Le Rallye de Grande-Bretagne 1978 (34th Lombard RAC Rally), disputé du 19 au 23 novembre 1978, est la soixante-troisième manche du championnat du monde des rallyes (WRC) courue depuis 1973 et la onzième et dernière manche du championnat du monde des rallyes 1978. C'est également la dernière des dix-neuf épreuves de la Coupe FIA 1978 des pilotes de rallye, créée l'année précédente.

## Contexte avant la course

### Le championnat du monde
Evolution du championnat international des marques, le championnat du monde des rallyes fut créé en 1973, intégrant à son calendrier les plus célèbres épreuves routières internationales, dont le Rallye Monte-Carlo, le Safari et le RAC Rally. Le calendrier 1978 comprend onze manches, réservées aux voitures des catégories suivantes :
- Groupe 1 : voitures de tourisme de série
- Groupe 2 : voitures de tourisme spéciales
- Groupe 3 : voitures de grand tourisme de série
- Groupe 4 : voitures de grand tourisme spéciales

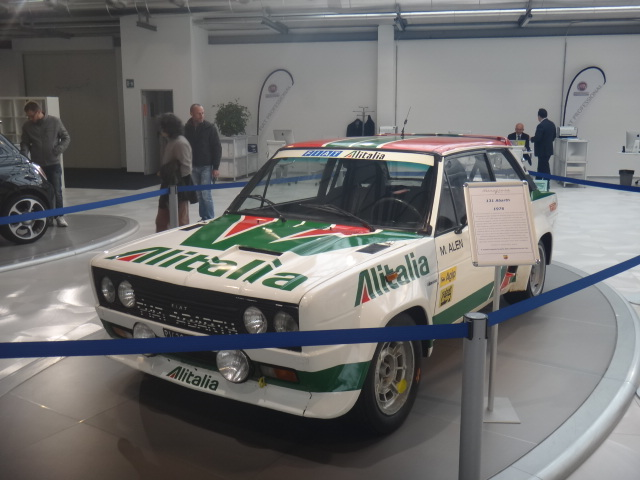
Fiat s'est assuré le titre 1978 grâce à la 131 Abarth, victorieuse à cinq reprises.

Seul constructeur régulièrement engagé, Fiat a aisément remporté un second titre consécutif avant le terme de la saison, s'étant imposé à cinq reprises avec son modèle 131 Abarth. La marque italienne participe néanmoins à l'épreuve britannique, dernière manche de l'année, un succès en Grande-Bretagne garantissant d'excellentes retombées commerciales. Malgré une participation épisodique en 1978, Ford peut cependant viser une place de dauphin en cas de victoire dans cette ultime épreuve.

#### Coupe FIA des pilotes
La Coupe des pilotes de rallye a été créée en 1977 et s'appuie sur un système de points identique à celui du championnat du monde de Formule 1. Le décompte est toutefois assez complexe, car prenant en compte, en plus des onze manches mondiales, cinq épreuves du championnat d'Europe et trois autres rallyes internationaux, et pénalisant d'un résultat les pilotes n'ayant pas participé au moins une fois au championnat européen. Ce système a permis a Sandro Munari de s'adjuger la coupe 1977, face à son principal rival, Björn Waldegård, malgré un total absolu moindre. Tout comme le championnat des constructeurs, la coupe 1978 est déjà jouée, le champion finlandais Markku Alén, trois fois vainqueur cette saison pour Fiat et Lancia, ne pouvant plus être rejoint.

### L'épreuve

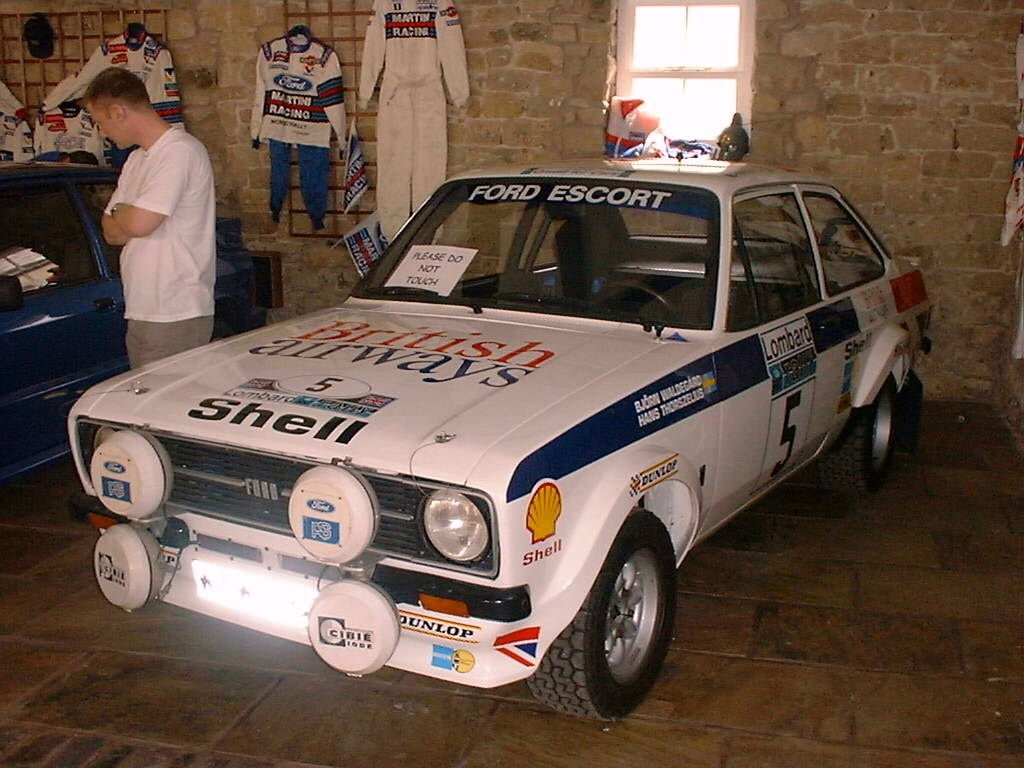
La Ford Escort est invaincue au RAC depuis 1972. Ici la voiture victorieuse en 1977 aux mains de Björn Waldegård.

Le RAC Rally compte parmi les manches les plus réputées du championnat du monde. Initialement épreuve d'orientation et de maniabilité, il fut un des premiers rallyes à adopter un classement basé sur un chronométrage par secteurs. Avec son parcours tenu secret jusqu'au départ, presque intégralement sur terre, il valorise le pilotage 'à vue', domaine de prédilection des pilotes nordiques qui n'ont été battus qu'à deux reprises depuis l'instauration des épreuves spéciales en 1960. Particulièrement efficace sur les chemins forestiers, la Ford Escort, constitue la voiture idéale pour cette épreuve, ayant dominé les six dernières éditions.

## Le parcours

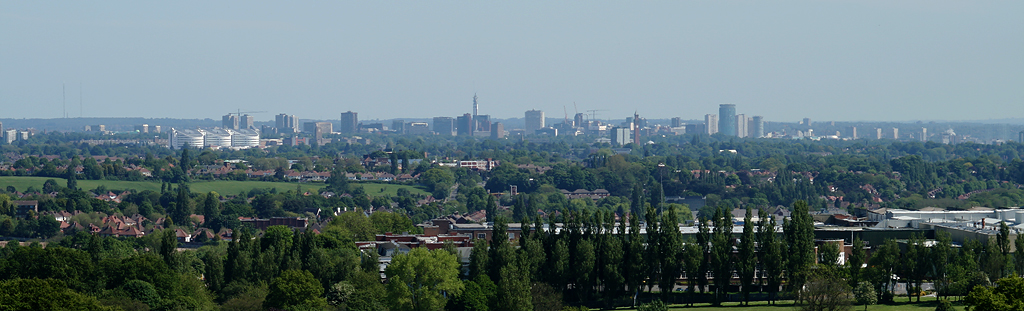
Birmingham, dans les Midlands de l'Ouest, au cœur du RAC 1978.

- vérifications techniques : 18 novembre 1978 à Birmingham
- départ : 19 novembre 1978 de Birmingham
- arrivée : 23 novembre 1978 à Birmingham
- distance : 3 160 km dont 715,37 km sur 76 épreuves spéciales (dont 3 à temps imparti)
- surface : majoritairement terre
- Parcours divisé en trois étapes[3]

### Première étape
- Birmingham - Alton Towers - Birmingham, le 19 novembre
- distance : 49,89 km sur 9 épreuves spéciales

### Deuxième étape
- Birmingham - Donington - Moffat - Oulton Park - Birmingham, du 20 au 21 novembre
- distance : 365,35 km sur 38 épreuves spéciales (dont 3 à temps imparti)

### Troisième étape
- Birmingham - Great Orme - Llandrindod Wells - Birmingham, du 22 au 23 novembre
- distance : 300,13 km sur 29 épreuves spéciales

## Les forces en présence
- Fiat

Déjà assurée du titre, l'équipe championne du monde avait néanmoins prévu l'engagement de deux 131 Abarth groupe 4 pour la dernière manche de la saison. En version terre, la puissance du moteur deux litres seize soupapes, à injection, a été ramenée à 225 chevaux à 7500 tr/min (soit dix de moins que la version asphalte), une plus grande souplesse d'utilisation ayant été privilégiée. La partie châssis est renforcée, la masse totale de la voiture étant de l'ordre d'une tonne. Fer de lance de la marque, Markku Alén a participé à quelques manches du championnat britannique (empruntant des pistes communes au RAC), afin d'en parfaire la mise au point sur ce type de terrain. Le champion finlandais a cependant insisté pour disputer l'épreuve sur Lancia Stratos, une voiture qu'il juge plus à même de s'imposer ici. Une seule 131 Abarth sera donc au départ, aux mains de Walter Röhrl. Afin d'améliorer la motricité de la voiture dans les zones glissantes, le siège du copilote Christian Geistdörfer a été déplacé derrière le pilote, au centre de l'habitacle.
- Ford

Favorite de l'épreuve, la marque est très largement représentée. Six Escort RS1800 groupe 4 officielles ont été engagées. À cause des grèves affectant l'usine de Boreham, la préparation des voitures a été assurée par les principaux concessionnaires locaux : Hainbach s'occupe des voitures de Björn Waldegård (dernier vainqueur en date) et Russell Brookes, David Sutton de celles d'Ari Vatanen et Hannu Mikkola, Haynes de celles de Roger Clark et John Taylor. En configuration piste, les Escort RS1800 pèsent 980 kg et leur moteur deux litres délivre 260 chevaux à 8500 tr/min, dans sa version à injection (uniquement utilisée par Taylor) comme dans celle à deux carburateurs double corps, généralement préférée. Jean-Pierre Nicolas dispose quant à lui d'une voiture identique, engagée par Total. Les pilotes locaux Malcolm Wilson et Graham Elsmore, ainsi que l'Américain John Buffum, bien qu'engagés à titre privé, bénéficient aussi de l'assistance de la marque, qui peut également viser la victoire en groupe 1 avec Lasse Lampi (Escort RS2000).
- Lancia

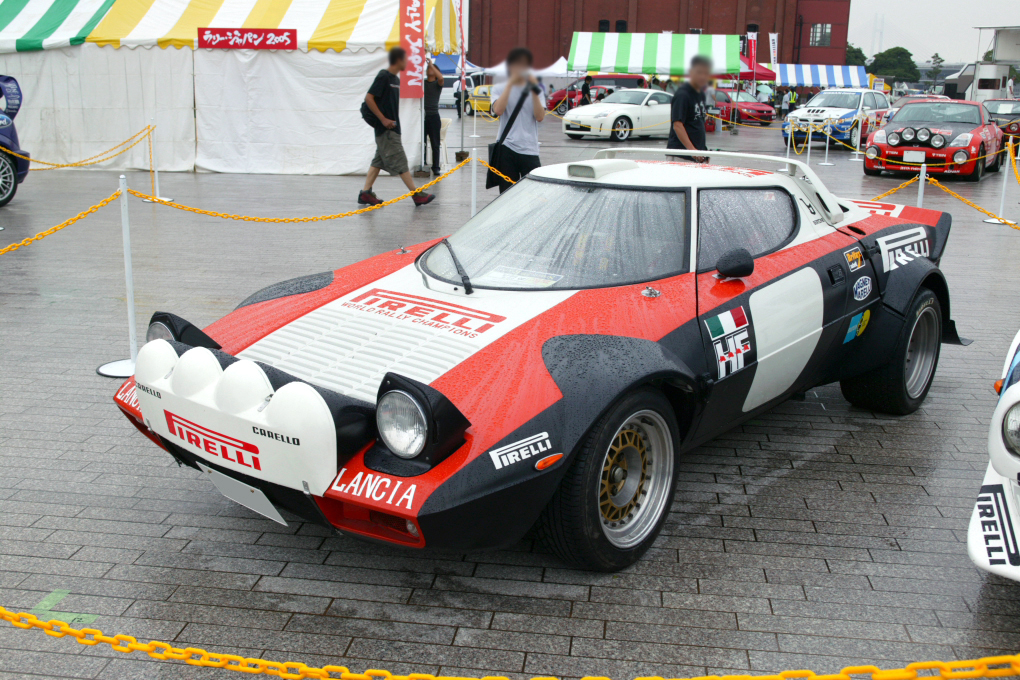
Une Lancia Stratos HF lors d'une concentration historique.

Après une saison 1978 disputée sur Fiat 131, Sandro Munari s'est vu à nouveau confier le volant d'une Stratos au sein de la Scuderia Lancia, qui en dernière minute a engagé une seconde voiture pour Markku Alén. En version groupe 4 et configuration piste, la Stratos HF pèse 950 kg ; son moteur Dino V6 (2417 cm3, 12 soupapes, trois carburateurs double-corps) est monté en position centrale arrière et développe 275 chevaux à 7600 tr/min.
- Triumph

L'équipe britannique, dirigée par John Davenport, a engagé trois TR7 V8 groupe 4 pour Tony Pond, Simo Lampinen et John Haugland. Ces voitures de 1070 kg sont les plus puissantes du plateau : leur moteur Rover V8 de 3492 cm3, alimenté par deux carburateurs double corps, fournit 285 chevaux à 8500 tr/min. La marque est également représentée en groupe 1, avec une Triumph Dolomite Sprint pilotée par Terry Kaby, un des favoris de la catégorie.
- Vauxhall

Le Dealer Team Vauxhall a engagé trois Chevette HSR groupe 4 (1020 kg, moteur quatre cylindres de 2300 cm3 à double arbre à cames en tête, 230 chevaux à 7000 tr/min), confiées à Pentti Airikkala, Chris Sclater et Jimmy McRae. Airikkala était parmi les vainqueurs potentiels de l'épreuve en 1977 avec cette voiture qui disposait alors d'une quinzaine de chevaux supplémentaires grâce à sa culasse Lotus à seize soupapes, qui n'a pu être homologuée cette saison.
- Opel

La marque allemande est officiellement représentée en groupe 2 grâce à l'Euro Händler Team et le Dealer Team Holland, qui engagent chacun une Kadett GT/E deux litres à carburateurs (170 chevaux), respectivement confiées à Anders Kulläng et Bror Danielsson. L'Euro Händler Team engage également une Kadett groupe 1 pour Brian Culcheth.
- Saab

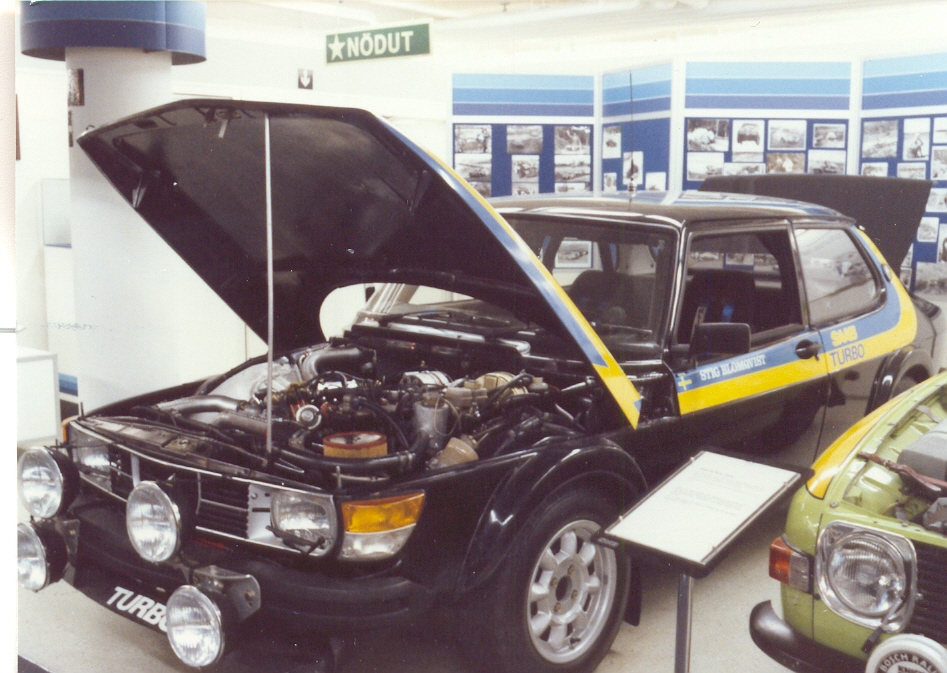
Première apparition en championnat pour la Saab 99 turbo.

Le constructeur suédois fait débuter en championnat sa nouvelle version turbo-compressée de la 99, homologuée en groupe 2. Ce modèle de 1100 kg surclasse en puissance ses concurrentes dans la catégorie, le moteur quatre cylindres de deux litres de cylindrée, suralimenté par un turbo-compresseur taré à 1,6 bars, développe 245 chevaux à 6000 tr/min. Deux exemplaires ont été engagés, aux mains de Stig Blomqvist et Per Eklund.
- Toyota

Le 'Toyota Team Europe', dirigé par Ove Andersson, a engagé deux coupés Celica RA40 groupe 2 (1000 kg, moteur deux litres de 180 chevaux). Ils sont confiés à Jean-Luc Thérier et Leif Asterhag.
- Datsun

Le constructeur japonais, par l'intermédiaire de sa filiale européenne, aligne deux berlines 160J PA10 groupe 2 (moteur quatre cylindres, deux litres, 195 chevaux) pour Andy Dawson et Erkki Pitkänen.
- Sunbeam

Fils de Pauli Toivonen (notamment vainqueur du Rallye Monte-Carlo en 1966), le jeune Henri Toivonen débute au RAC au volant d'une Sunbeam TI groupe 2. La préparation de cette voiture à moteur deux litres a été effectuée en Finlande, sous la direction de l'ancien pilote.

## Déroulement de la course

### Première étape
Les 172 équipages s'élancent de Birmingham le dimanche, sous une pluie battante. Le parcours de la première épreuve spéciale, disputée dans un parc privé à Bewdley, est particulièrement boueux ; tous les favoris se font piéger, et à la surprise générale c'est le Suédois Bror Danielsson, sur son Opel groupe 2 qui prend la première place, juste devant le pilote amateur danois Spiro qui pilote une Opel strictement de série. Dans le secteur suivant, qui permet aux favoris de revenir aux avant-postes, le jeune Britannique Graham Elsmore (Ford Escort) s'empare du commandement, précédant d'une seconde la Fiat de Walter Röhrl. Ce dernier s'installe en tête dès la spéciale suivante, bientôt rejoint par la Lancia Stratos de Markku Alén. Les deux pilotes du groupe Fiat vont se disputer le commandement durant cette première journée, qui va tourner à l'avantage d'Alén, le pilote Lancia regagnant Birmingham avec dix-sept secondes d'avance sur Röhrl. Sur la première Ford, Björn Waldegård compte plus d'une minute de retard sur le leader ; il précède de peu son coéquipier Hannu Mikkola, bien remonté après des problèmes de pompe à essence survenus juste après le départ, et la Vauxhall de Pentti Airikkala. Alors qu'il occupait la sixième place à plus de deux minutes de son compatriote Alén, Ari Vatanen (Ford Escort) a été exclu de la course, son copilote Peter Bryant ayant commis une erreur de navigation et manqué un contrôle horaire. Chez Triumph, l'épreuve a mal commencé, de nombreux problèmes ayant affecté les TR7 : la mieux placée est celle de Simo Lampinen, vingt-huitième du classement, tandis que le premier pilote de la marque, Tony Pond, n'est que trente-neuvième. Longtemps en tête du groupe 2 au volant de sa Saab 99 Turbo, Stig Blomqvist a perdu plus de huit minutes dans le dernier tronçon de la journée à cause de la rupture d'un arbre de roue, cédant la première place de la catégorie à son coéquipier Per Eklund. En groupe 1, la lutte est très serrée entre la Triumph Dolomite de Terry Kaby et l'Opel de Brian Culcheth, seulement séparées de huit secondes au terme de cette première étape.
| Pos.      | Pilote           | Copilote              | Voiture                   | Groupe | Temps       | Écart        |
| --------- | ---------------- | --------------------- | ------------------------- | ------ | ----------- | ------------ |
| 1         | Markku Alén      | Ilkka Kivimäki        | Lancia Stratos HF         | 4      | 40 min 27 s |              |
| 2         | Walter Röhrl     | Christian Geistdörfer | Fiat 131 Abarth           | 4      | 40 min 44 s | + 17 s       |
| 3         | Björn Waldegård  | Hans Thorszelius      | Ford Escort RS1800        | 4      | 41 min 33 s | + 1 min 06 s |
| 4         | Hannu Mikkola    | Arne Hertz            | Ford Escort RS1800        | 4      | 41 min 38 s | + 1 min 11 s |
| 5         | Pentti Airikkala | Michael Nicholson     | Vauxhall Chevette 2300 HS | 4      | 41 min 47 s | + 1 min 20 s |
| Dis. (6e) | Ari Vatanen      | Peter Bryant          | Ford Escort RS1800        | 4      | 42 min 47 s | + 2 min 20 s |
| 6         | Roger Clark      | Neil Wilson           | Ford Escort RS1800        | 4      | 42 min 48 s | + 2 min 21 s |
| 7         | Sandro Munari    | Piero Sodano          | Lancia Stratos HF         | 4      | 42 min 53 s | + 2 min 26 s |
| 8         | Russell Brookes  | Derek Tucker          | Ford Escort RS1800        | 4      | 42 min 56 s | + 2 min 29 s |
| 9         | Graham Elsmore   | Stuart Harrold        | Ford Escort RS1800        | 4      | 42 min 59 s | + 2 min 32 s |
| 10        | Per Eklund       | Björn Cederberg       | Saab 99 Turbo             | 2      | 43 min 02 s | + 2 min 35 s |
| 11        | Malcolm Wilson   | Ron Palmer            | Ford Escort RS1800        | 4      | 43 min 31 s | + 3 min 04 s |
| 12        | Anders Kulläng   | Bruno Berglund        | Opel Kadett GT/E          | 2      | 43 min 33 s | + 3 min 06 s |
| 13        | Henri Toivonen   | Juhani Korhonen       | Chrysler Sunbeam TI       | 2      | 43 min 42 s | + 3 min 15 s |
| 14        | Bror Danielsson  | Bob de Jong           | Opel Kadett GT/E          | 2      | 43 min 51 s | + 3 min 24 s |
| 15        | Leif Asterhag    | Anders Gullberg       | Toyota Celica GT          | 2      | 43 min 52 s | + 3 min 25 s |
| 16        | Jimmy McRae      | Ian Muir              | Vauxhall Chevette 2300 HS | 4      | 44 min 01 s | + 3 min 34 s |
| 17        | Andy Dawson      | Terry Harryman        | Datsun 160J PA10          | 2      | 44 min 03 s | + 3 min 36 s |
| 18        | Terry Kaby       | Brian Rainbow         | Triumph Dolomite Sprint   | 1      | 44 min 28 s | + 4 min 01 s |
| 19        | Brian Culcheth   | Johnstone Syer        | Opel Kadett GT/E          | 1      | 44 min 36 s | + 4 min 09 s |
| 19=       | Chris Sclater    | Martin Holmes         | Vauxhall Chevette 2300 HS | 4      | 44 min 36 s | + 4 min 09 s |

### Deuxième étape

#### Birmingham - Teeside

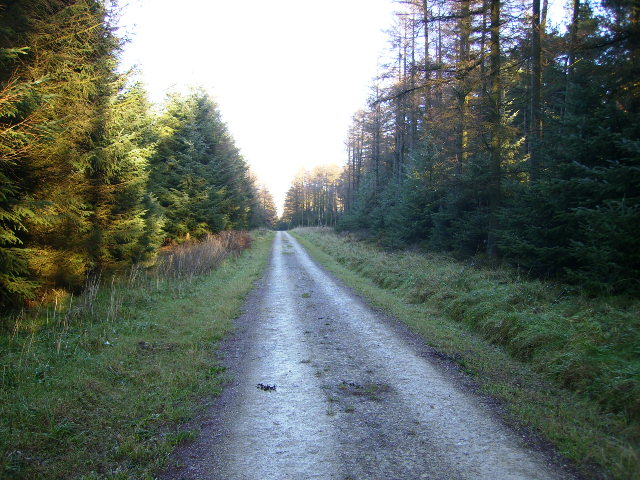
La forêt de Dalby, un des hauts lieux de la seconde étape.

Les 152 concurrents restant en course repartent de Birmingham le lundi matin. La pluie a cessé et les chemins s'assèchent progressivement, ce dont profite Alén pour augmenter son avance sur Röhrl, la Lancia pouvant dès lors exploiter toute sa puissance. Avant d'aborder la forêt de Dalby, à la tombée de la nuit, le pilote finlandais a porté son avance sur le pilote Fiat à quarante-cinq secondes. Bien que toujours second, Röhrl ne compte plus qu'une dizaine de secondes d'avance sur Mikkola, qui a pris l'avantage sur son coéquipier Waldegård. Dans les spéciales forestières nocturnes, Mikkola attaque et s'empare de la seconde place, revenant à quarante-cinq secondes d'Alén. Röhrl a perdu un peu de temps à cause d'une légère sortie de route. Pour Waldegård, c'est beaucoup plus sérieux : le pilote suédois a perdu le contrôle de son Escort, dont l'arrière a percuté un arbre ; il a pu repartir mais l'incident lui a fait perdre plusieurs minutes et c'est désormais Airikkala qui occupe la quatrième place du classement derrière Röhrl. Les Saab officielles ont toutes deux abandonné sur problème de transmission, laissant Anders Kulläng et son Opel largement en tête du groupe 2. Les tronçons rapides suivant Dalby sont favorables à Mikkola, qui réduit rapidement son retard sur Alén ; à la halte de Teeside, ce dernier est toujours en tête, mais son avance sur la première Ford Escort n'est plus que de vingt-huit secondes. Handicapé par un poignet douloureux et une direction endommagée après sa sortie de route, Röhrl continue à perdre du terrain et pointe désormais à plus de deux minutes du leader et se voit maintenant menacé par Airikkala, moins de vingt secondes derrière lui. Retardé par des problèmes de moteur lui ayant faire perdre plus d'une demi-heure, Munari, sur la deuxième Lancia Stratos, a préféré renoncer.
| Pos. | Pilote           | Copilote              | Voiture                   | Groupe | Temps           | Écart        |
| ---- | ---------------- | --------------------- | ------------------------- | ------ | --------------- | ------------ |
| 1    | Markku Alén      | Ilkka Kivimäki        | Lancia Stratos HF         | 4      | 2 h 05 min 30 s |              |
| 2    | Hannu Mikkola    | Arne Hertz            | Ford Escort RS1800        | 4      | 2 h 05 min 58 s | + 28 s       |
| 3    | Walter Röhrl     | Christian Geistdörfer | Fiat 131 Abarth           | 4      | 2 h 07 min 45 s | + 2 min 15 s |
| 4    | Pentti Airikkala | Michael Nicholson     | Vauxhall Chevette 2300 HS | 4      | 2 h 08 min 06 s | + 2 min 36 s |
| 5    | Björn Waldegård  | Hans Thorszelius      | Ford Escort RS1800        | 4      | 2 h 08 min 32 s | + 3 min 02 s |
| 6    | Roger Clark      | Neil Wilson           | Ford Escort RS1800        | 4      | 2 h 09 min 46 s | + 4 min 16 s |
| 7    | Russell Brookes  | Derek Tucker          | Ford Escort RS1800        | 4      | 2 h 10 min 14 s | + 4 min 44 s |
| 8    | Graham Elsmore   | Stuart Harrold        | Ford Escort RS1800        | 4      | 2 h 11 min 44 s | + 6 min 14 s |
| 9    | Malcolm Wilson   | Ron Palmer            | Ford Escort RS1800        | 4      | 2 h 12 min 21 s | + 6 min 51 s |
| 10   | Anders Kulläng   | Bruno Berglund        | Opel Kadett GT/E          | 2      | 2 h 12 min 25 s | + 6 min 55 s |

#### Teeside - Moffat
Dès la reprise, Mikkola continue son offensive : dans le secteur d'Hamsterley, il prend plus d'une seconde au kilomètre à tous ses adversaires, emmenés par Pond qui poursuit sa remontée après ses ennuis de la première journée. Pour une seconde, Alén cède le commandement de la course à Mikkola. Celui-ci enfonce le clou dans la forêt de Kielder, se montrant de loin le plus rapide dans chacune des cinq épreuves spéciales. Il en sort avec une avance de plus de trois minutes sur Alén ! Alors qu'il était en passe de ravir la troisième place à Röhrl, Airikkala a dû abandonner à cause d'une défaillance de sa pompe à huile. Röhrl n'a cependant pu préserver sa position, toujours en proie à des problèmes de direction, et a dû céder sa place à Waldegård. Le stade de la mi-course est atteint au contrôle de Moffat ; Mikkola a encore creusé l'écart sur Alén, et compte désormais une marge de trois minutes et demie sur son compatriote. Waldegård est à près de sept minutes, tandis que Clark, qui vient de dépasser Röhrl, est à plus de huit minutes. Bien revenus, Pond et Brookes sont respectivement sixième et septième, à plus de douze minutes du leader. En groupe 2, Kulläng ne rencontre pas d'opposition, tandis que Kaby continue à dominer le groupe 1.
| Pos. | Pilote          | Copilote              | Voiture            | Groupe | Temps           | Écart         |
| ---- | --------------- | --------------------- | ------------------ | ------ | --------------- | ------------- |
| 1    | Hannu Mikkola   | Arne Hertz            | Ford Escort RS1800 | 4      | 3 h 52 min 27 s |               |
| 2    | Markku Alén     | Ilkka Kivimäki        | Lancia Stratos HF  | 4      | 3 h 55 min 57 s | + 3 min 30 s  |
| 3    | Björn Waldegård | Hans Thorszelius      | Ford Escort RS1800 | 4      | 3 h 59 min 17 s | + 6 min 50 s  |
| 4    | Roger Clark     | Neil Wilson           | Ford Escort RS1800 | 4      | 4 h 00 min 45 s | + 8 min 18 s  |
| 5    | Walter Röhrl    | Christian Geistdörfer | Fiat 131 Abarth    | 4      | 4 h 00 min 47 s | + 8 min 20 s  |
| 6    | Tony Pond       | Fred Gallagher        | Triumph TR7 V8     | 4      | 4 h 04 min 13 s | + 11 min 46 s |
| 7    | Russell Brookes | Derek Tucker          | Ford Escort RS1800 | 4      | 4 h 04 min 44 s | + 12 min 14 s |
| 8    | Anders Kulläng  | Bruno Berglund        | Opel Kadett GT/E   | 2      | 4 h 05 min 30 s | + 13 min 03 s |
| 9    | Malcolm Wilson  | Ron Palmer            | Ford Escort RS1800 | 4      | 4 h 09 min 41 s | + 17 min 14 s |
| 10   | Andy Dawson     | Terry Harryman        | Datsun 160J PA10   | 2      | 4 h 09 min 50 s | + 17 min 23 s |

#### Moffat - Birmingham

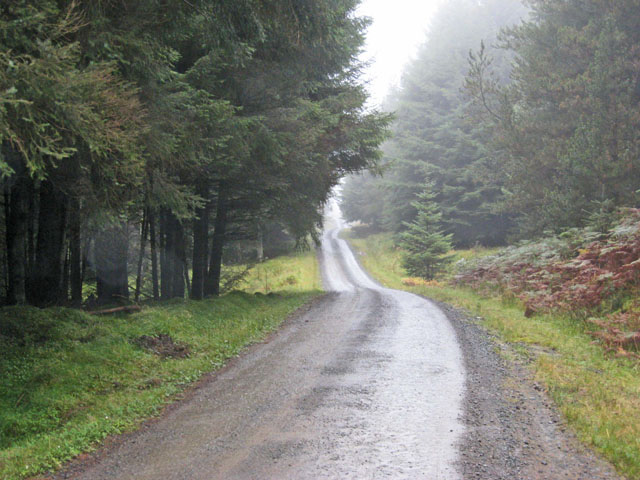
C'est dans la forêt de Kielder que Mikkola s'est construit une avance décisive.

Dernier adversaire des Ford, Alén abandonne dans le secteur de Twiglees, la boîte de vitesses de la Stratos ayant cédé. Les Escort occupent maintenant les trois premières places, avec Mikkola, Waldegård et Clark, la Fiat de Röhrl étant alors à égalité avec ce dernier. Sauf incident, la victoire ne peut plus échapper à Ford, Mikkola étant hors d'atteinte de ses adversaires et Waldegård pouvant assurer sa place de dauphin. La lutte pour la troisième place reste cependant intensive, Clark et Röhrl échangeant leurs positions à plusieurs reprises lors du retour sur Birmingham. Mikkola achève cette deuxième étape avec plus de sept minutes d'avance sur Waldegård, tandis que pour une seconde Röhrl préserve sa troisième place devant Clark. Brookes est remonté en cinquième position, juste devant Pond. Septième, Kulläng est toujours largement en tête du groupe 2, avec six minutes de marge sur la Datsun d'Andy Dawson. En tourisme de série, Kaby a plus de cinq minutes d'avance sur son principal adversaire, Brian Culcheth. 
| Pos. | Pilote              | Copilote              | Voiture                 | Groupe | Temps           | Écart         |
| ---- | ------------------- | --------------------- | ----------------------- | ------ | --------------- | ------------- |
| 1    | Hannu Mikkola       | Arne Hertz            | Ford Escort RS1800      | 4      | 4 h 59 min 13 s |               |
| 2    | Björn Waldegård     | Hans Thorszelius      | Ford Escort RS1800      | 4      | 5 h 06 min 30 s | + 7 min 17 s  |
| 3    | Walter Röhrl        | Christian Geistdörfer | Fiat 131 Abarth         | 4      | 5 h 08 min 36 s | + 9 min 23 s  |
| 4    | Roger Clark         | Neil Wilson           | Ford Escort RS1800      | 4      | 5 h 08 min 37 s | + 9 min 24 s  |
| 5    | Russell Brookes     | Derek Tucker          | Ford Escort RS1800      | 4      | 5 h 12 min 00 s | + 12 min 47 s |
| 6    | Tony Pond           | Fred Gallagher        | Triumph TR7 V8          | 4      | 5 h 12 min 42 s | + 13 min 29 s |
| 7    | Anders Kulläng      | Bruno Berglund        | Opel Kadett GT/E        | 2      | 5 h 14 min 50 s | + 15 min 37 s |
| 8    | Andy Dawson         | Terry Harryman        | Datsun 160J PA10        | 2      | 5 h 20 min 57 s | + 21 min 44 s |
| 9    | Leif Asterhag       | Anders Gullberg       | Toyota Celica GT        | 2      | 5 h 21 min 20 s | + 22 min 07 s |
| 10   | Henri Toivonen      | Juhani Korhonen       | Chrysler Sunbeam TI     | 2      | 5 h 22 min 37 s | + 23 min 24 s |
| 11   | Terry Kaby          | Brian Rainbow         | Triumph Dolomite Sprint | 1      | 5 h 24 min 43 s | + 25 min 30 s |
| 12   | John Taylor         | Phil Short            | Ford Escort RS1800      | 4      | 5 h 26 min 55 s | + 27 min 42 s |
| 13   | Bror Danielsson     | Bob de Jong           | Opel Kadett GT/E        | 2      | 5 h 27 min 45 s | + 28 min 32 s |
| 14   | Jean-Pierre Nicolas | Vincent Laverne       | Ford Escort RS1800      | 4      | 5 h 29 min 04 s | + 29 min 51 s |
| 15   | Brian Culcheth      | Johnstone Syer        | Opel Kadett GT/E        | 1      | 5 h 30 min 08 s | + 30 min 55 s |

### Troisième étape
Après une nuit de repos, les équipages rescapé repartent de Birmingham le mardi après-midi, en direction du Pays de Galle où va se dérouler la plupart des épreuves chronométrées. Le duel entre Röhrl et Clark est très vite écourté, le pilote britannique se retrouvant sans embrayage dès le premier tronçon sélectif ; ne pouvant engager le bon rapport à l'abord d'un virage serré, il percute une barrière et met son escort sur le toit. Les spectateurs parviennent à remettre la voiture sur ses roues, mais l'ex-vainqueur ne parvient pas à remettre son moteur en marche et doit abandonner. Derrière Röhrl maintenant confortable troisième, l'intérêt de la course se reporte sur le duel entre Brookes et Pond, les deux pilotes britanniques se battant pour la quatrième place. Souvent le plus rapide derrière Waldegård et Mikkola qui continuent à dominer les épreuves spéciales, Pond revient bientôt à moins de trente secondes de son compatriote, qui va cependant réagir à partir des secteurs de Penmachno, gérant dès lors l'écart sur son rival. Après le parcours nocturne, les positions en tête ne semblent plus en passe d'être modifiées lorsque Röhrl, toujours en troisième position, est victime d'une coupure moteur qui va immobiliser la Fiat plus de cinq minutes. Le pilote allemand chute alors en septième position derrière la Toyota de Leif Asterhag, perdant le bénéfice de sa belle prestation. Malgré de belles performances dans les dernières épreuves spéciales, il ne peut espérer rattraper les voitures qui le précèdent et seule la sortie de route d'Asterhag dans le secteur de Glasfynydd, peu avant l'arrivée lui permet d'accéder à la sixième place. Mikkola obtient son premier succès au RAC, Waldegård et Brookes complétant le tiercé Ford, le constructeur signant une septième victoire consécutive en Grande-Bretagne. Pond offre à Triumph une belle quatrième place, devant l'Opel de Kulläng, brillant vainqueur du groupe 2. Après l'abandon de Kaby (piston cassé dans le secteur de Penmachno), Opel s'adjuge également la victoire en groupe 1 grâce à Brian Culcheth.

### Classements intermédiaires
Classements intermédiaires des pilotes après chaque épreuve spéciale,

### Classement général

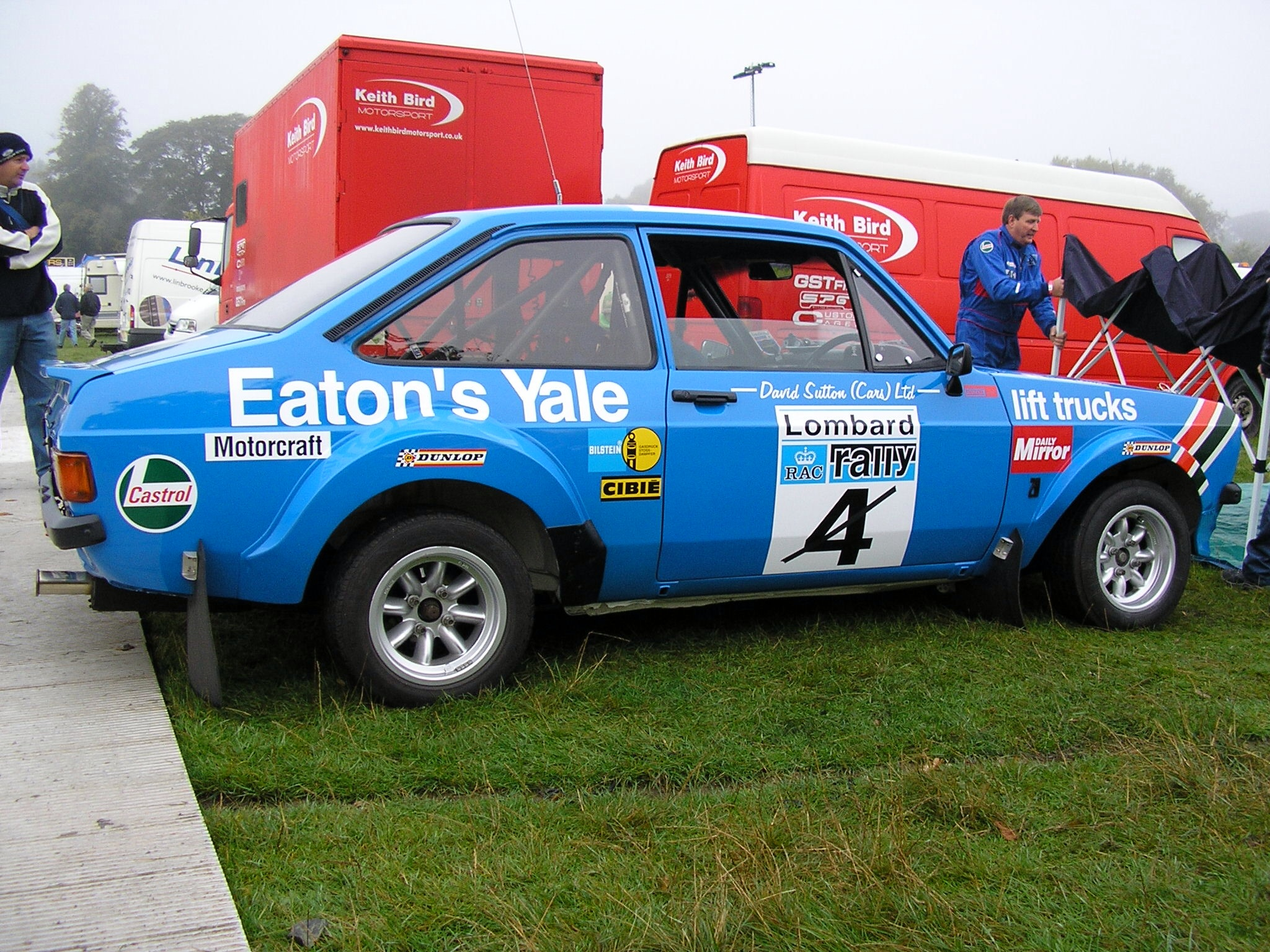
Septième victoire de rang au RAC pour la Ford Escort (ici une RS1800 lors d'une manifestation historique).

| Pos | No | Pilote          | Copilote              | Voiture             | Temps           | Écart         | Groupe |
| --- | -- | --------------- | --------------------- | ------------------- | --------------- | ------------- | ------ |
| 1   | 4  | Hannu Mikkola   | Arne Hertz            | Ford Escort RS1800  | 8 h 47 min 23 s |               | 4      |
| 2   | 1  | Björn Waldegård | Hans Thorszelius      | Ford Escort RS1800  | 8 h 52 min 41 s | + 5 min 18 s  | 4      |
| 3   | 12 | Russell Brookes | Derek Tucker          | Ford Escort RS1800  | 8 h 58 min 55 s | + 11 min 32 s | 4      |
| 4   | 7  | Tony Pond       | Fred Gallagher        | Triumph TR7 V8      | 9 h 03 min 09 s | + 15 min 46 s | 4      |
| 5   | 17 | Anders Kulläng  | Bruno Berglund        | Opel Kadett GT/E    | 9 h 13 min 48 s | + 26 min 25 s | 2      |
| 6   | 5  | Walter Röhrl    | Christian Geistdörfer | Fiat 131 Abarth     | 9 h 17 min 47 s | + 30 min 24 s | 4      |
| 7   | 23 | John Taylor     | Phil Short            | Ford Escort RS1800  | 9 h 19 min 20 s | + 31 min 57 s | 4      |
| 8   | 19 | Andy Dawson     | Terry Harryman        | Datsun 160J PA10    | 9 h 20 min 51 s | + 33 min 28 s | 2      |
| 9   | 44 | Henri Toivonen  | Juhani Korhonen       | Chrysler Sunbeam TI | 9 h 27 min 23 s | + 40 min 00 s | 2      |
| 10  | 14 | Bror Danielsson | Bob de Jong           | Opel Kadett GT/E    | 9 h 31 min 52 s | + 44 min 29 s | 2      |

### Hommes de tête
- ES1 :  Bror Danielsson -  Bob de Jong (Opel Kadett GT/E)
- ES2 :  Graham Elsmore -  Stuart Harrold (Ford Escort RS1800)
- ES3 à ES5 :  Walter Röhrl -  Christian Geistdörfer (Fiat 131 Abarth)
- ES6 :  Walter Röhrl -  Christian Geistdörfer (Fiat 131 Abarth) et  Markku Alén -  Ilkka Kivimäki (Lancia Stratos HF)
- ES7 à ES27 :  Markku Alén -  Ilkka Kivimäki (Lancia Stratos HF)
- ES28 à ES76 :  Hannu Mikkola -  Arne Hertz (Ford Escort RS1800)

### Vainqueurs d'épreuves spéciales
- Hannu Mikkola -  Arne Hertz (Ford Escort RS1800) : 30 spéciales, dont 3 à temps imparti (ES 2, 3, 6, 9, 12 à 15, 18 à 21, 23 à 27, 29 à 34, 36 à 38, 40, 43, 45, 60)
- Björn Waldegård -  Hans Thorszelius (Ford Escort RS1800) : 22 spéciales, dont 2 à temps imparti (ES 3, 10, 14, 19, 42, 44, 48, 52, 53, 56 à 59, 61 à 63, 66, 68 à 70, 73, 76)
- Markku Alén -  Ilkka Kivimäki (Lancia Stratos HF) : 12 spéciales, dont 3 à temps imparti (ES 2, 4, 7, 8, 14, 17, 19, 20, 22 , 24, 25, 35)
- Russell Brookes -  Derek Tucker (Ford Escort RS1800) : 12 spéciales, dont 2 à temps imparti (ES 19, 24, 41, 46, 52, 54, 55, 57, 64, 65, 67, 71)
- Tony Pond -  Fred Gallagher (Triumph TR7 V8) : 7 spéciales, dont 3 à temps imparti (ES 14, 16, 19, 24, 49, 50, 57)
- Walter Röhrl -  Christian Geistdörfer (Fiat 131 Abarth) : 5 spéciales, dont 2 à temps imparti (ES 5, 19, 24, 51, 72)
- John Taylor -  Phil Short (Ford Escort RS1800) : 5 spéciales, dont 2 à temps imparti (ES 19, 24, 39, 74, 75)
- Pentti Airikkala -  Michael Nicholson (Vauxhall Chevette 2300 HS) : 4 spéciales, dont 3 à temps imparti (ES 14, 19, 24, 28)
- Roger Clark -  Neil Wilson (Ford Escort RS1800) : 3 spéciales, dont 2 à temps imparti (ES 19, 24, 47)
- Stig Blomqvist -  Hans Sylvan (Saab 99 EMS) : 2 spéciales, dont 1 à temps imparti (ES 11, 19)
- Bror Danielsson -  Bob de Jong (Opel Kadett GT/E) : 1 spéciale (ES 1)
- Simo Lampinen -  Mike Broad (Triumph TR7 V8) : 1 spéciale, à temps imparti (ES 19)
- Anders Kulläng -  Bruno Berglund (Opel Kadett GT/E) : 1 spéciale, à temps imparti (ES 19)
- Andy Dawson -  Terry Harryman (Datsun 160J PA10) : 1 spéciale, à temps imparti (ES 19)
- Leif Asterhag -  Anders Gullberg (Toyota Celica GT) : 1 spéciale, à temps imparti (ES 19)
- Terry Kaby -  Brian Rainbow (Triumph Dolomite Sprint) : 1 spéciale, à temps imparti (ES 19)

## Résultats des principaux engagés
| No | Pilote              | Copilote              | Voiture                   | Groupe | Classement général                                     | Class. groupe |
| -- | ------------------- | --------------------- | ------------------------- | ------ | ------------------------------------------------------ | ------------- |
| 1  | Björn Waldegård     | Hans Thorszelius      | Ford Escort RS1800        | 4      | 2e à 5 min 18 s                                        | 2e            |
| 2  | Stig Blomqvist      | Hans Sylvan           | Saab 99 Turbo             | 2      | ab. dans la 22e spéciale (demi-arbre)                  | -             |
| 3  | Markku Alén         | Ilkka Kivimäki        | Lancia Stratos HF         | 4      | ab. dans la 38e spéciale (boîte de vitesses)           | -             |
| 4  | Hannu Mikkola       | Arne Hertz            | Ford Escort RS1800        | 4      | 1er                                                    | 1er           |
| 5  | Walter Röhrl        | Christian Geistdörfer | Fiat 131 Abarth           | 4      | 6e à 30 min 24 s                                       | 5e            |
| 6  | Ari Vatanen         | Peter Bryant          | Ford Escort RS1800        | 4      | ab. après la 9e spéciale (exclus pour contrôle manqué) | -             |
| 7  | Tony Pond           | Fred Gallagher        | Triumph TR7 V8            | 4      | 4e à 15 min 46 s                                       | 4e            |
| 8  | Per Eklund          | Björn Cederberg       | Saab 99 Turbo             | 2      | ab. dans la 19e spéciale (demi-arbre)                  | -             |
| 9  | Roger Clark         | Neil Wilson           | Ford Escort RS1800        | 4      | ab. dans la 47e spéciale (sortie de route)             | -             |
| 10 | Sandro Munari       | Piero Sodano          | Lancia Stratos HF         | 4      | ab. après la 27e spéciale (retrait, coupures moteur)   | -             |
| 11 | Pentti Airikkala    | Michael Nicholson     | Vauxhall Chevette 2300 HS | 4      | ab. dans la 29e spéciale (pompe à huile)               | -             |
| 12 | Russell Brookes     | Derek Tucker          | Ford Escort RS1800        | 4      | 3e à 11 min 32 s                                       | 3e            |
| 14 | Bror Danielsson     | Bob de Jong           | Opel Kadett GT/E          | 2      | 10e à 44 min 29 s                                      | 4e            |
| 15 | Simo Lampinen       | Mike Broad            | Triumph TR7 V8            | 4      | ab. dans la 47e spéciale (embrayage)                   | -             |
| 16 | Jean-Pierre Nicolas | Vincent Laverne       | Ford Escort RS1800        | 4      | 11e à 45 min 21 s                                      | 7e            |
| 17 | Anders Kulläng      | Bruno Berglund        | Opel Kadett GT/E          | 2      | 5e à 26 min 25 s                                       | 1er           |
| 18 | Chris Sclater       | Martin Holmes         | Vauxhall Chevette 2300 HS | 4      | ab. dans la 29e spéciale (court-circuit)               | -             |
| 19 | Andy Dawson         | Terry Harryman        | Datsun 160J PA10          | 2      | 8e à 33 min 28 s                                       | 2e            |
| 20 | John Buffum         | John Brown            | Ford Escort RS1800        | 4      | ab. dans la 25e spéciale (alternateur)                 |               |
| 22 | Jean-Luc Thérier    | Michel Vial           | Toyota Celica GT          | 2      | ab. dans la 5e spéciale (demi-arbre)                   | -             |
| 23 | John Taylor         | Phil Short            | Ford Escort RS1800        | 4      | 7e à 31 min 57 s                                       | 6e            |
| 24 | John Haugland       | Ian Grindrod          | Triumph TR7 V8            | 4      | 12e à 53 min 41 s                                      | 8e            |
| 25 | Leif Asterhag       | Anders Gullberg       | Toyota Celica GT          | 2      | ab. dans la 72e spéciale (sortie de route)             | -             |
| 26 | Jimmy McRae         | Ian Muir              | Vauxhall Chevette 2300 HS | 4      | ab. dans la 32e spéciale (sortie de route)             | -             |
| 27 | Graham Elsmore      | Stuart Harrold        | Ford Escort RS1800        | 4      | ab. dans la 29e spéciale (joint de culasse)            | -             |
| 28 | Malcolm Wilson      | Ron Palmer            | Ford Escort RS1800        | 4      | ab. dans la 44e spéciale (demi-arbre)                  | -             |
| 29 | Erkki Pitkanen      | John Jensen           | Datsun 160J PA10          | 2      | 13e à 53 min 51 s                                      | 5e            |
| 31 | Jochi Kleint        | Andreas Hansch        | Volkswagen Golf GTI       | 2      | ab. dans la 4e spéciale (demi-arbre)                   | -             |
| 35 | Brian Culcheth      | Johnstone Syer        | Opel Kadett GT/E          | 1      | 14e à 54 min 34 s                                      | 1er           |
| 37 | Terry Kaby          | Brian Rainbow         | Triumph Dolomite Sprint   | 1      | ab. dans la 55e spéciale (piston)                      | -             |
| 40 | George Hill         | Roger Jones           | Vauxhall Chevette 2300 HS | 4      | ab. dans la 44e spéciale (joint de culasse)            | -             |
| 44 | Henri Toivonen      | Juhani Korhonen       | Chrysler Sunbeam TI       | 2      | 9e à 40 min 00 s                                       | 3e            |
| 45 | Freddy Kottulinsky  | Arwed Fischer         | Audi 80                   | 2      | ab. dans la 31e spéciale (tonneau)                     | -             |
| 48 | Bruno Saby          | Michel Guégan         | Alpine A110 1600          | 4      | ab. dans la 30e spéciale (sortie de route)             | -             |
| 57 | Lasse Lampi         | Pentti Kuukkala       | Ford Escort RS2000        | 1      | ab. dans la 5e spéciale (sortie de route)              | -             |

## Classement final du championnat du monde
- attribution des points : 10, 9, 8, 7, 6, 5, 4, 3, 2, 1 respectivement aux dix premières marques de chaque épreuve, additionnés de 8, 7, 6, 5, 4, 3, 2, 1 respectivement aux huit premières de chaque groupe (seule la voiture la mieux classée de chaque constructeur marque des points). Les points de groupe ne sont attribués qu'aux concurrents ayant terminé dans les dix premiers au classement général.
- seuls les huit meilleurs résultats (sur onze épreuves) sont retenus pour le décompte final des points. Fiat doit donc décompter les neuf points acquis en Grande-Bretagne et Opel les dix points acquis en Italie.

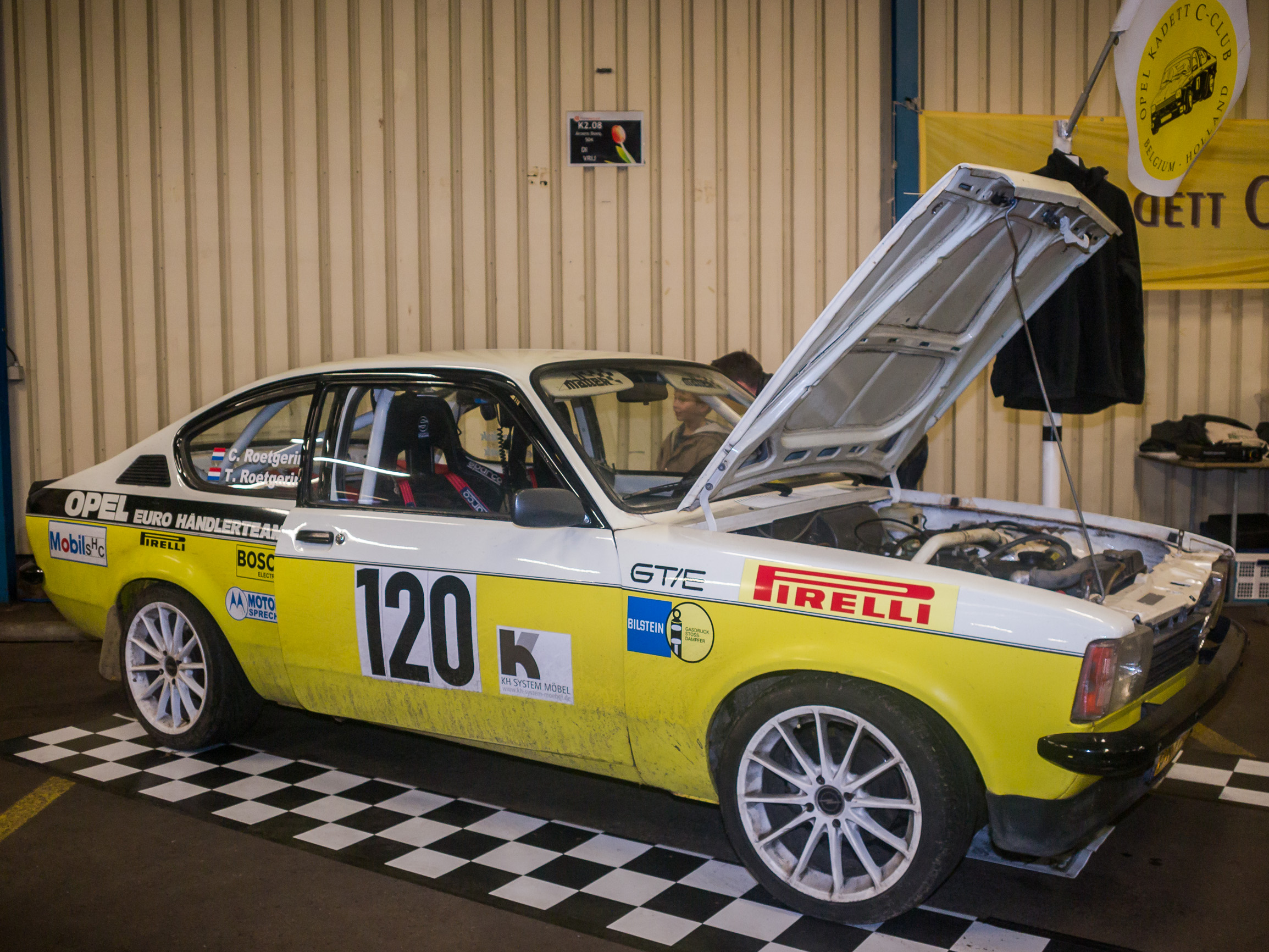
Toujours aux avant-postes en groupe 1 ou 2 avec ses Kadett GT/E, Opel termine deuxième du championnat à égalité de points avec Ford.

| Pos. | Marque         | Points    | M-C  | SUE  | SAF  | POR  | ACR  | FIN  | QUE  | SAN   | BAN  | COR  | RAC   |
| ---- | -------------- | --------- | ---- | ---- | ---- | ---- | ---- | ---- | ---- | ----- | ---- | ---- | ----- |
| 1    | Fiat           | 134 (143) | 7+7  | 8+6  | -    | 10+8 | 10+8 | 10+8 | 10+8 | 9+7   | -    | 10+8 | (5+4) |
| 2    | Ford           | 100       | -    | 10+8 | 3+4  | 9+7  | 4+5  | 3+3  | 5+8  | 5+8   | -    | -    | 10+8  |
| 2=   | Opel           | 100 (110) | 2+8  | 4+8  | -    | 6+7  | 6+6  | 4+7  | 8+8  | (3+7) | -    | 4+8  | 6+8   |
| 4    | Porsche        | 79        | 10+8 | -    | 9+7  | 2+5  | -    | 7+5  | -    | 8+6   | -    | 7+5  | -     |
| 5    | Datsun         | 52        | -    | -    | 9+7  | -    | 8+8  | -    | -    | -     | 2+8  | -    | 3+7   |
| 6    | Toyota         | 50        | -    | -    | -    | 7+8  | 3+5  | 5+8  | 7+7  | -     | -    | -    | -     |
| 7    | Lancia         | 49        | 4+4  | 7+5  | -    | -    | 5+6  | -    | -    | 10+8  | -    | -    | -     |
| 8    | Peugeot        | 45        | -    | -    | 10+8 | 4+5  | -    | -    | -    | -     | 10+8 | -    | -     |
| 9    | Renault        | 33        | 9+8  | -    | -    | -    | -    | -    | -    | -     | 8+8  | -    | -     |
| 10   | Triumph        | 24        | -    | -    | -    | -    | -    | -    | 6+6  | -     | -    | -    | 7+5   |
| 11   | Saab           | 18        | -    | 2+6  | -    | -    | -    | -    | 3+7  | -     | -    | -    | -     |
| 12   | Volkswagen     | 17        | -    | 1+8  | -    | -    | -    | -    | 2+6  | -     | -    | -    | -     |
| 13   | Mitsubishi     | 16        | -    | -    | 1+4  | -    | -    | -    | -    | -     | 5+6  | -    | -     |
| 14   | Alfa Romeo     | 14        | -    | -    | -    | -    | -    | -    | -    | 6+8   | -    | -    | -     |
| 15   | Mercedes-Benz  | 12        | -    | -    | 5+7  | -    | -    | -    | -    | -     | -    | -    | -     |
| 16   | Volvo          | 10        | -    | 3+7  | -    | -    | -    | -    | -    | -     | -    | -    | -     |
| 17   | Škoda          | 6         | -    | -    | -    | -    | 2+4  | -    | -    | -     | -    | -    | -     |
| 18   | Alpine-Renault | 5         | -    | -    | -    | -    | -    | -    | -    | -     | -    | 2+3  | -     |
| 19   | Lada           | 4         | -    | -    | -    | -    | 1+3  | -    | -    | -     | -    | -    | -     |

### Coupe FIA des pilotes
- attribution des points : 9, 6, 4, 3, 2, 1 respectivement aux six premiers de chaque épreuve. Sont retenus pour le décompte final les cinq meilleurs résultats des onze épreuves mondiales (catégorie A), les deux meilleurs résultats des cinq rallyes sélectifs du Championnat d'Europe (catégorie B) et le meilleur résultat parmi les trois autres rallyes sélectifs (catégorie C). Markku Alén doit donc décompter les quatre points acquis en Suède.
- le règlement pénalise les pilotes n'ayant participé à aucune manche du championnat d'Europe (catégorie B), les privant d'un de leurs meilleurs résultats ; en conséquence, Björn Waldegård doit décompter les neuf points de sa victoire en Suède et Walter Röhrl les neuf points d'une de ses deux victoires.

| Pos. | Pilote              | Marque                    | Points  | M-C (A) | ARC (B) | SUE (A) | SAF (A) | POR (A) | ACR (A) | SCO (B) | POL (B) | FIN (A) | NZ (C) | QUE (A) | TdF (B) | SAN (A) | GIR (C) | AUS (C) | ESP (B) | BAN (A) | COR (A) | RAC (A) |
| ---- | ------------------- | ------------------------- | ------- | ------- | ------- | ------- | ------- | ------- | ------- | ------- | ------- | ------- | ------ | ------- | ------- | ------- | ------- | ------- | ------- | ------- | ------- | ------- |
| 1    | Markku Alén         | Fiat & Lancia¹            | 52 (56) | -       | 4       | (4)     | -       | 9       | 6       | -       | -       | 9       | -      | 6       | -       | 9¹      | 9¹      | -       | -       | -       | -       | -       |
| 2    | Jean-Pierre Nicolas | Porsche, Peugeot¹ & Ford² | 31      | 9       | -       | -       | 9¹      | 4²      | -       | -       | -       | -       | -      | -       | -       | -       | -       | -       | -       | 9¹      | -       | -       |
| 3    | Hannu Mikkola       | Ford                      | 30      | -       | -       | 6       | -       | 6       | -       | 9       | -       | -       | -      | -       | -       | -       | -       | -       | -       | -       | -       | 9       |
| 4    | Michèle Mouton      | Fiat                      | 14      | -       | -       | -       | -       | -       | -       | -       | -       | -       | -      | -       | 9       | -       | 3       | -       | -       | -       | 2       | -       |
| 5    | Walter Röhrl        | Fiat                      | 13 (22) | 3       | -       | -       | -       | -       | 9       | -       | -       | -       | -      | (9)     | -       | -       | -       | -       | -       | -       | -       | 1       |
| 5=   | Russell Brookes     | Ford                      | 13      | -       | -       | -       | -       | -       | -       | -       | -       | -       | 9      | -       | -       | -       | -       | -       | -       | -       | -       | 4       |
| 7    | Ari Vatanen         | Ford                      | 11      | -       | 9       | 2       | -       | -       | -       | -       | -       | -       | -      | -       | -       | -       | -       | -       | -       | -       | -       | -       |
| 7=   | Bernard Darniche    | Fiat                      | 11      | 2       | -       | -       | -       | -       | -       | -       | -       | -       | -      | -       | -       | -       | -       | -       | -       | -       | 9       | -       |
| 9    | Pentti Airikkala    | Vauxhall                  | 10      | -       | -       | -       | -       | -       | -       | 6       | -       | 4       | -      | -       | -       | -       | -       | -       | -       | -       | -       | -       |
| 9=   | Jean Ragnotti       | Renault                   | 10      | 6       | -       | -       | -       | -       | -       | -       | -       | -       | -      | -       | -       | -       | -       | -       | -       | 4       | -       | -       |
| 11   | Björn Waldegård     | Ford & Porsche¹           | 9 (18)  | -       | -       | (9)     | 3¹      | -       | -       | -       | -       | -       | -      | -       | -       | -       | -       | -       | -       | -       | -       | 6       |
| 11=  | Antonio Zanini      | Fiat                      | 9       | -       | -       | -       | -       | -       | -       | -       | 9       | -       | -      | -       | -       | -       | -       | -       | -       | -       | -       | -       |
| 11=  | George Fury         | Datsun                    | 9       | -       | -       | -       | -       | -       | -       | -       | -       | -       | -      | -       | -       | -       | -       | 9       | -       | -       | -       | -       |
| 11=  | Tony Carello        | Lancia                    | 9       | -       | -       | -       | -       | -       | -       | -       | -       | -       | -      | -       | -       | -       | -       | -       | 9       | -       | -       | -       |